# Andrzej Radwański (malarz)
Andrzej Radwański (ur. 20 listopada 1711 w Białej, zm. 11 września 1762 w Krakowie) – polski malarz.
Był twórcą kościelnych iluzjonistycznych polichromii ściennych. Malował obrazy religijne, ołtarzowe i portrety. Zasłynął jako malarz cechowy. Studia odbył w Krakowie, następnie w Brnie na Morawach w pracowni Franciszka Ecksteina (1727–1731). W roku 1731 wrócił do Polski i do 1749 przebywał w Jędrzejowie, malując tam i dekorując okoliczne kościoły: (1745–1746 kościół w Strzałkowie, 1747 kaplicę św. Anny w Sobkowie i kościół w Dmeninie, 1747 pałac biskupi w Kielcach). W Krakowie osiedlił się w 1749 i malował kaplice w kościele Panny Marii (1750, 1752–1754), kaplicę św. Jacka w kościele dominikanów (1757–1759), sklepienie w kościele franciszkanów (1757–1759), obrazy w kościele pijarów itd. Wiadomo o dekorowaniu przez niego okolicznych kościołów w Mstowie (1755), Staniątkach (1759), Zielonkach (1758), Tyńcu (1754, 1762) i Hebdowie. W 1757 r. został seniorem cechu malarzy.
Do jego najbliższej rodziny należeli syn Feliks Radwański starszy (1756–1826) i Feliks Radwański młodszy (1789–1861), jego wnuk. Twórczość Andrzeja Radwańskiego ujawnia wpływ sztuki morawskiej i Szymona Czechowicza.